# Сан-Домингус-ду-Мараньян

Сан-Домингус-ду-Мараньян на карте штата.

Сан-Домингус-ду-Мараньян (порт. São Domingos do Maranhão) — муниципалитет в Бразилии, входит в штат Мараньян. Составная часть мезорегиона Центр штата Мараньян. Входит в экономико-статистический микрорегион Президенти-Дутра. Население составляет 33 607 человек на 2010 год. Занимает площадь 1151,978 км². Плотность населения — 29,17 чел./км². Праздник города — 24 сентября. 

## Демография
Согласно сведениям, собранным в ходе переписи 2010 г. Национальным институтом географии и статистики (IBGE), население муниципалитета составляет:
| Полное население                               | Полное население                               | Полное население                               | Полное население                               | 33 607 |
| ---------------------------------------------- | ---------------------------------------------- | ---------------------------------------------- | ---------------------------------------------- | ------ |
| в том числе:                                   | Городское население                            | 17 313                                         | Процент городского населения, %                | 51,52  |
|                                                | Сельское население                             | 16 294                                         | Процент сельского населения, %                 | 48,48  |
|                                                | Мужское население                              | 16 904                                         | Процент мужского населения, %                  | 50,30  |
|                                                | Женское население                              | 16 703                                         | Процент женского населения, %                  | 49,70  |
| Плотность населения, чел/км²                   | Плотность населения, чел/км²                   | Плотность населения, чел/км²                   | Плотность населения, чел/км²                   | 29,17  |
| Население муниципалитета в % к населению штата | Население муниципалитета в % к населению штата | Население муниципалитета в % к населению штата | Население муниципалитета в % к населению штата | 0,51   |

По данным оценки 2016 года, население муниципалитета составляет 33 707 жителей.

## Статистика
- Валовой внутренний продукт на 2003 год составляет 51 578 434,00 реалов (данные: Бразильский институт географии и статистики).
- Валовой внутренний продукт на душу населения на 2003 год составляет 1465,17 реалов (данные: Бразильский институт географии и статистики).
- Индекс развития человеческого потенциала на 2000 год составляет 0,595 (данные: Программа развития ООН).

## География
Климат местности: тропический гумидный.